# Gran Premio Industria Commercio Artigianato Carnaghese 2006
Il Gran Premio Industria Commercio Artigianato Carnaghese 2006, trentacinquesima edizione della corsa e valida come evento dell'UCI Europe Tour 2006 categoria 1.1, si svolse il 24 agosto 2006 su un percorso di 180,4 km. Fu vinta dal colombiano Félix Cárdenas che terminò la gara in 4h21'05", alla media di 41,458 km/h.
Partenza con 159 ciclisti, dei quali 61 portarono a termine il percorso.

## Ordine d'arrivo (Top 10)
| Pos. | Corridore          | Squadra       | Tempo    |
| ---- | ------------------ | ------------- | -------- |
| 1    | Félix Cárdenas     | Barloworld    | 4h21'05" |
| 2    | Jakob Piil         | Team CSC      | a 1"     |
| 3    | Kanstancin Siŭcoŭ  | Acqua & Sap.  | a 7"     |
| 4    | Sergio Marinangeli | Naturino      | a 9"     |
| 5    | Dainius Kairelis   | Amore & Vita  | s.t.     |
| 6    | Daniele Callegarin | 3C-Androni    | s.t.     |
| 7    | Manuele Spadi      | Cer. Flaminia | s.t.     |
| 8    | Niklas Axelsson    | Selle Italia  | s.t.     |
| 9    | Roman Kreuziger    | Liquigas      | s.t.     |
| 10   | Andy Schleck       | Team CSC      | a 1'28"  |